# Падения летательных аппаратов России в Брянской области
Утром 13 мая 2023 года в российской Брянской области практически одновременно разбилась авиагруппа ВВС РФ из четырёх летальных аппаратов: двух вертолётов Ми-8, истребителя-бомбардировщика Су-34 и истребителя Су-35. По данным издания Baza, погибли девять человек — по три члена экипажа в двух Ми-8, два пилота Су-34 и пилот Су-35. 
Инцидент произошёл на фоне российского вторжения на Украину.
Согласно данным издания «Коммерсантъ», группа направлялась бомбить Черниговскую область Украины.
Это событие иногда называли «Брянской резней».

## Фон
В ходе вторжения на Украину российские войска неоднократно обстреливали приграничные с Россией украинские Сумскую, Черниговскую области, город Харьков. В то же время главы российских западных областей — Белгородской, Брянской и Курской — регулярно заявляли об артиллерийских обстрелах и атаках своих регионов.
Накануне инцидента в Брянской области, 12 мая в Джанкойском районе аннексированного Крыма потерпел крушение российский военный вертолёт Ми-28.

## Инцидент
По данным издания «Коммерсантъ», упавшие аппараты входили в одну авиационную группу: истребители должны были нанести ракетный удар по украинской Черниговской области, тогда как вертолёты «подстраховывали» экипажи самолётов, на случай, если бы российские истребители были бы сбиты огнем украинских сил. 
По данным российских военкоров, оба вертолёта Ми-8 упали над Клинцами, тогда как истребители Су-34 и Су-35 разбились вблизи границы с Украиной в Стародубском районе. По данным российских властей, в результате происшествия пострадала гражданская женщина и было повреждено пять домовладений.
Сообщалось, что один из сбитых вертолётов был редкой модификации — Ми-8МТПР-1. Вертолёты такого типа оснащаются системой РЭБ «Рычаг-АВ», которая служит для обнаружения вражеских радиолокационных станций  и установки радиолокационных помех. 
Издание Mash сообщало, что после инцидента в районе крушений российские силовики объявили план «Перехват».

## Версии
Выдвигались различные версии случившегося. Согласно одной из них, военные борты могли сбить диверсанты с ПЗРК, проникшие в Брянскую область. В украинских телеграм-каналах высказывалась версия, что летательные аппараты могли быть сбиты «дружественным огнем» российской ПВО. Высказывалось предположение, что российскую технику могла сбить украинская ПВО со своей территории с помощью дальнобойных систем вроде Patriot, NASAMS или С-300. Также существовала версия о том, что самолёты украинской авиации с украинской территории могли сбить российские объекты с помощью ракет средней дальности AIM-120.

## Реакция
Глава ЧВК «Вагнер» Евгений Пригожин также намекнул, что к крушениям могла быть причастна российская ПВО: «Четыре самолёта, если провести круг по местам их падения, получается, что этот круг диаметром (а все они лежат ровно по кругу) 40 километров. То есть радиус круга — 20 километров. А теперь зайдите в интернет и посмотрите, какое средство поражения ПВО могло бы находиться в центре этого круга, и дальше выстройте сами свои версии». 
Президент Белоруссии Александр Лукашенко, поддерживающий Россию в её войне с Украиной, заявил, что белорусские войска находятся в повышенной боевой готовности из-за событий в Брянской области России, где «были сбиты четыре воздушных судна».
Представитель ВВС Украины Юрий Игнат заявил, что ВСУ не причастны к падениям летательных аппаратов в Брянской области, однако к ним «причастна российская ПВО». При этом Игнат утверждал, что россияне потеряли пять единиц авиации: три вертолёта и два самолёта. В ноябре 2023 года он же сообщил о том, что именно ВСУ за пять минут сбили сразу пять бортов в мае.

## Оценки
В конце 2023 года военный аналитик Кирилл Михайлов отмечал: «После той операции жители граничащей с Брянской областью Черниговщины на некоторое время смогли выдохнуть и жить спокойно, потому что на них перестали сыпаться управляемые авиационные бомбы. А сейчас они и вовсе перестали там применяться».